# Wolfgang Gönnenwein
Wolfgang Gönnenwein (* 29. Januar 1933 in Schwäbisch Hall; † 26. Juli 2015) war ein deutscher Dirigent und Musikpädagoge.

## Ausbildung und berufliche Laufbahn
Gönnenwein studierte nach der Schule Musik und Germanistik an den Universitäten Heidelberg und Tübingen. Anschließend war er am Evangelischen Aufbaugymnasium Michelbach an der Bilz als Musiklehrer tätig. 1959 wurde er Chorleiter des Süddeutschen Madrigalchores; von 1969 bis 1973 leitete er zudem den Chor des Bach-Vereins Köln.
Im Jahr 1968 wurde Gönnenwein Professor an der Stuttgarter Musikhochschule, wo er 1973 zum Rektor gewählt wurde. Diese Funktion hatte er bis 1982 inne. In jener Zeit leitete er auch die Ludwigsburger Schlossfestspiele, die bald zu einem international bekannten Kulturereignis wurden. Gönnenwein war auch am Neubau des Forum am Schlosspark in Ludwigsburg maßgebend beteiligt.
In den 1980er Jahren unternahm Gönnenwein zahlreiche Konzertreisen nach Amerika und Ostasien. Am 1. August 1985 wurde er Generalintendant der Württembergischen Staatstheater in Stuttgart, wo er viele wegweisende Inszenierungen auf die Bühne brachte.
Im Jahr 1988 holte ihn Ministerpräsident Lothar Späth in die Landesregierung. Er übertrug ihm das Amt eines ehrenamtlichen Staatsrats für Kunst. Nach dem Rücktritt Späths als Ministerpräsident im Januar 1991 legte auch Gönnenwein sein Amt als Staatsrat nieder. Sein Nachfolger im ersten Kabinett von Ministerpräsident Erwin Teufel wurde Gerhard Goll. Gönnenwein, dessen Vertrag bei den Württembergischen Staatstheatern bereits 1989 für drei Jahre verlängert worden war, geriet 1992 unter Druck. Gegen ihn wurden wegen Veruntreuung von öffentlichen Geldern ermittelt. Er trat daher im November 1992 von seinem Amt zurück. Wenige Wochen später wurde der Vertrag mit den Württembergischen Staatstheatern aufgelöst.
Im Jahr 1996 wurde Gönnenwein neben seiner Tätigkeit als Leiter der Ludwigsburger Schlossfestspiele auch Leiter der Festspiele Baden-Baden, die seinerzeit einen Neubau erhielten. 1998 legte Gönnenwein dieses Amt wieder nieder. 2005 beendete Gönnenwein auch seine Tätigkeit bei den Ludwigsburger Schlossfestspielen. Sein Nachfolger wurde Wulf Konold.
Lange Jahre war Gönnenwein Vorsitzender des Deutschen Musikwettbewerbs, der jährlich vom Deutschen Musikrat veranstaltet wird. 2005 wurde Gönnenwein zum Präsidenten des Landesmusikrats Baden-Württemberg gewählt. Dieses Amt musste er aus gesundheitlichen Gründen im September 2010 aufgeben.
Gönnenwein war mit Ilse geb. Eppler, einer Schwester des SPD-Politikers Erhard Eppler, verheiratet. Gemeinsam wurden sie Eltern von zwei Söhnen.

## Tourneen (Auswahl)
- 1971 Brasilien – Argentinien – Chile – Peru – Kolumbien – Venezuela – Mexiko
- 1973 Budapest
- 1976 London – Brighton – Versailles
- 1978 Budapest – Bratislava
- 1979 Moskau – Leningrad – Wilna – Ascona – Stresa
- 1981 Bayreuth
- 1982 Festival International Echternach Luxemburg – Festival St. Denis Paris – Bruckner-Fest Linz – Festival van Vlaanderen Loewen/Gent
- 1983 Festival de Musique Strasbourg – Bregenzer Festspiele – Bruckner-Fest Linz – Budapest
- 1984 Jerusalem – Nazareth – Paris – Le Havre
- 1985 Fernost-Tournee: Tokyo – Kyoto – Osaka – Wakayama – Okayama – Nagoya – Nakaniida – Seoul – Hongkong
- 1986 Schleswig-Holstein Musik Festival – Eröffnungskonzert Helsinki-Festival
- 1987 China: Peking – Shenyang – Shanghai
- 1988 Paris – Nizza
- 1989 Japan: Yokohama – Kyoto – Osaka – Tokyo – Nakaniida
- 1990 Leipzig – Dresden – Musikfest Mecklenburg-Vorpommern
- 1992 Madrid – Sevilla – Oviedo – Straßburg
- 1993 Las Palmas – Gran Canaria – Teneriffa
- 1994 Athen – Marbella
- 1995 Singapur – Prag – Dijon – Straßburg
- 1996 Philharmonie Köln – Carinthischer Sommer, Ossiach/Villach
- 1997 Moskau
- 1998 Südafrika: Kapstadt – Stellenbosch – Durban – Pretoria – Johannesburg
- 2000 Ukraine: Kiew – Odessa – Charkiw – Lwiw
- 2001 Südamerika: Buenos Aires – La Plata – São Paulo
- 2001 Italien: Brescia – Bergamo
- 2003 St. Petersburg
- 2004 Shanghai
- 2005 Festival de Musica de Canarias
- 2006 Südafrika: Durban – KZN Philharmonic Grand Finale

## Tonträger (Auswahl)
- Johann Sebastian Bach: Johannes-Passion BWV 245
- Johann Sebastian Bach: Matthäus-Passion BWV 244
- Ludwig van Beethoven: Missa solemnis D-Dur op. 123
- Georg Friedrich Händel: Dettinger Te Deum
- Joseph Haydn: Die Schöpfung
- Joseph Haydn: Die Jahreszeiten
- Gustav Mahler: Kindertotenlieder & Igor Strawinsky: Psalmensinfonie
- Wolfgang Amadeus Mozart: Requiem d-Moll KV 626
- Wolfgang Amadeus Mozart: Konzert für 2 Klaviere & Orchester Es-Dur KV 365
- Mozart aus dem Ludwigsburger Schloss I–VIII
- Franz Schubert: Messe Nr. 5 As-Dur D 678
- Franz Schubert: Sinfonie Nr. 8 h-Moll D 759 „Unvollendete“ & Gustav Mahler: Das klagende Lied
- Giuseppe Verdi: I masnadieri
- Georg Friedrich Händel: Judas Maccabaeus

## Fernsehproduktionen (Auswahl)
- Johannes Brahms: Ein deutsches Requiem (mit Giora Feidman & Klezmermusik)
- Wolfgang Amadeus Mozart: Così fan tutte (Regie: Dieter Dorn)
- Wolfgang Amadeus Mozart: Die Hochzeit des Figaro (Regie: Dieter Dorn)
- Wolfgang Amadeus Mozart: Die Entführung aus dem Serail (Regie: Marco Arturo Marelli)
- Wolfgang Amadeus Mozart: Die Zauberflöte (Regie: Axel Manthey)
- Wolfgang Amadeus Mozart: Requiem
- Giuseppe Verdi: Quattro pezzi sacri
- Carl Maria von Weber: Der Freischütz
- Carl Maria von Weber: Der Freischütz (Regie: Loriot)
- Georg Friedrich Händel: Semele (Regie: Marco Arturo Marelli)

## Sonstige Ämter, Ehrungen und Auszeichnungen
Wolfgang Gönnenwein war Vertreter des Landesmusikrats im Rundfunkrat des SWR. 2003 wurde er mit der Verdienstmedaille des Landes Baden-Württemberg ausgezeichnet.